# Вісока
Вісока (рум. Visoca) — село в Молдові у Сороцькому районі.

## Географія
Село розташоване на північному заході Сороцького району за 40 км від Сорок і за 5 км від траси республіканського значення Сороки — Атаки. Село утворює окрему комуну. 
У власності села знаходяться 2500 га орних земель, 350 га лісу, 9 озер, 2 кам'яних кар'єри.

## Інфраструктура
В селі працюють ринок, середня школа, допоміжна школа-інтернат, магазини, банківська філія, лікарня, Будинок культури, ветеренарний центр та ін.